# Philine aperta
Philine aperta is een slakkensoort uit de familie Philinidae. De wetenschappelijke naam werd gepubliceerd in 1767 door Carl Linnaeus.